# Avro Tutor
Авро 621 Тьютор (англ. Avro 621 Tutor — Наставник) — британський двомісний навчальний літак міжвоєнного періоду. Розроблявся компанією Avro в кінці 20-их років для заміни Avro 504, який використовувався ще з Першої світової війни. «Тьютор» інтенсивно використовувався в Королівських ВПС Великої Британії, Південної Африки і Греції.

## Історія

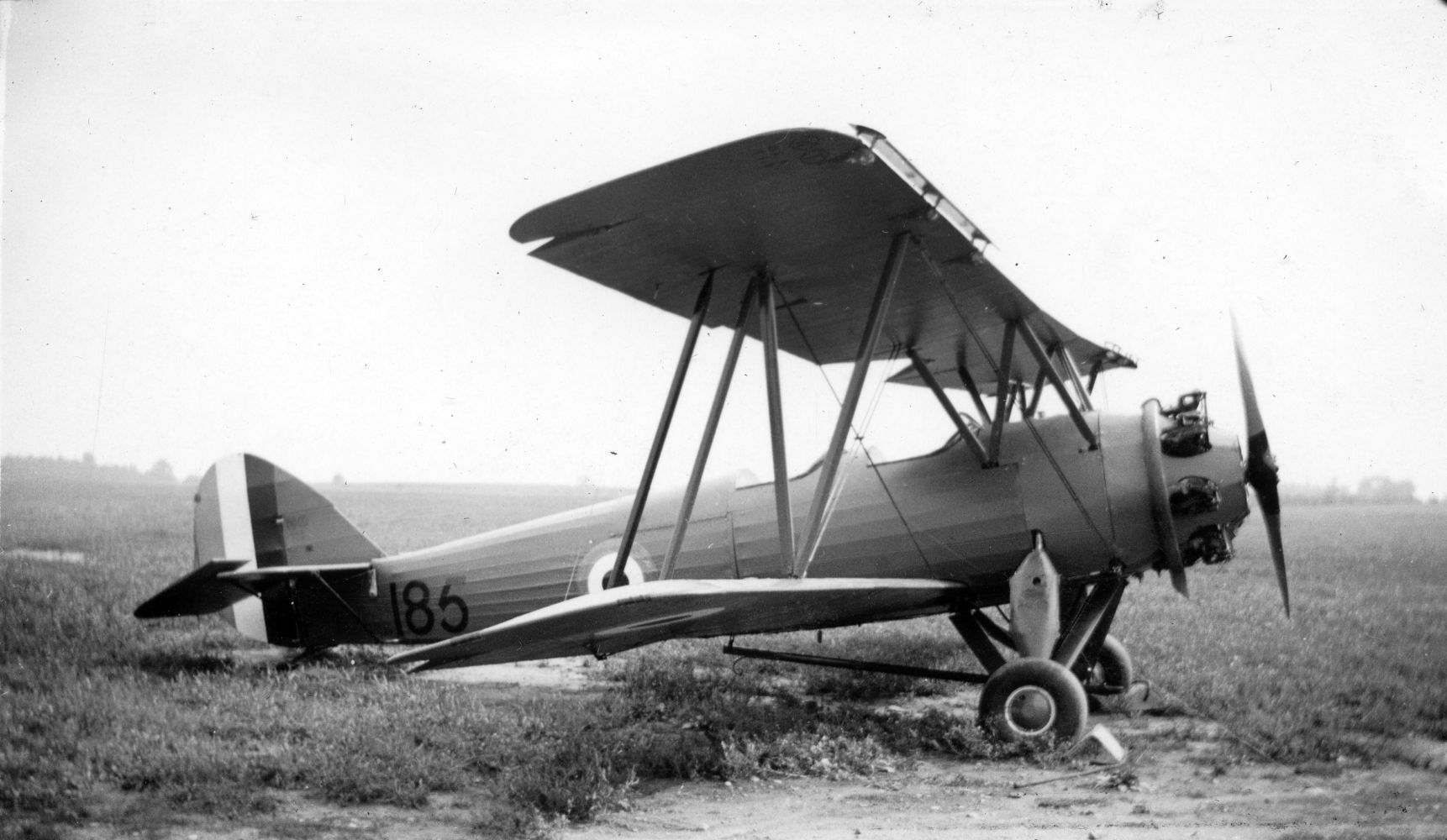
Avro 621 з двигуном Armstrong Siddeleley Mongoose.

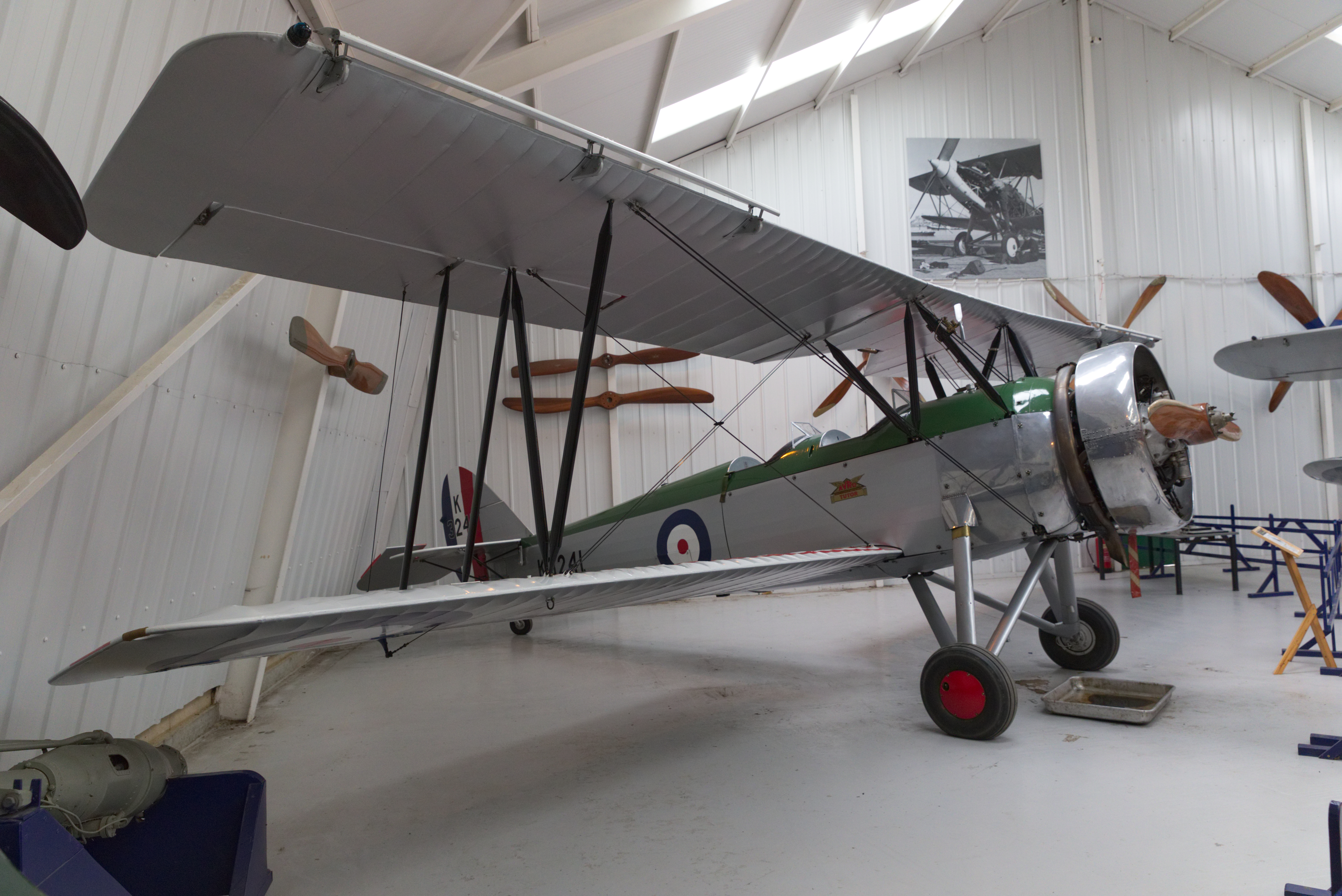
Avro 621 з двигуном Armstrong Siddeleley Lynx і характерним капотом (кільце Тауненда). Музей Шатлеворса

В 1929 року в компанії Avro під керівництвом Роя Чадвіка в ініціативному порядку було створено проєкт «621» легкого літака, як передбаченої заміни Avro 504. Літак був біпланом з зварною конструкцією з сталевих труб і тканинного покриття. Перший прототип мав цивільну реєстрацію і оснащувався радіальний двигуном Armstrong Siddeleley Mongoose IIIA потужністю 155 к.с. В грудні 1929 року цей прототип брав участь в порівняльних випробуваннях для Королівських ВПС на базі Мартлешем Хелс, і пізніше 28 червня 1930 року показаний публіці на параді Королівських Повітряних сил у Хендоні.
Літак мав гарні льотні характеристики і був ідейним наступником поточного навчально літака тому було вирішено випустити першу партію з 21 літака за спеціально створеною специфікацією 3/30 і військовою назвою Tutor. Ці літаки все ще оснащувались двигунами Mongoose, але всі серійні після них мали дещо потужніший Armonstrong Siddeley Lynx IV з кільцем Тауненда, тоді як перші літаки не мали капоту.
До припинення виробництва в травні 1936 року було виготовлено 795 літаків, які постачались повітряним силам більше ніж восьми країн, а також цивільним операторам. Більшість літаків були виготовлені за специфікацією 18/31 з двигунами Lynx, але також було виготовлено версію гідроплана за специфікацією 26/34, і з власною назвою Sea Tutor. Останні виготовлялись з 1934 по 1936 рік, після успішних випробувань в Філікстоу, але їх було поставлено тільки 14 літаків.

## Модифікації
- Avro 621 — двомісний навчальний літак з двигунами Armstrong Siddeleley Mongoose IIIA потужністю 155 к.с. (116 кВт.)
- Avro 621 Tutor — двомісний навчальний літак з двигунами Armonstrong Siddeley Lynx IV потужністю 240 к.с. (179 кВт.)
- Avro 621 Tutor II — один Tutor з посиленим крилом.
- Avro 621 (розвідник) — три літаки для використання в колонії Танганьїка
- Avro 646 Sea Tutor — двомісний навчальний гідроплан

## Історія використання

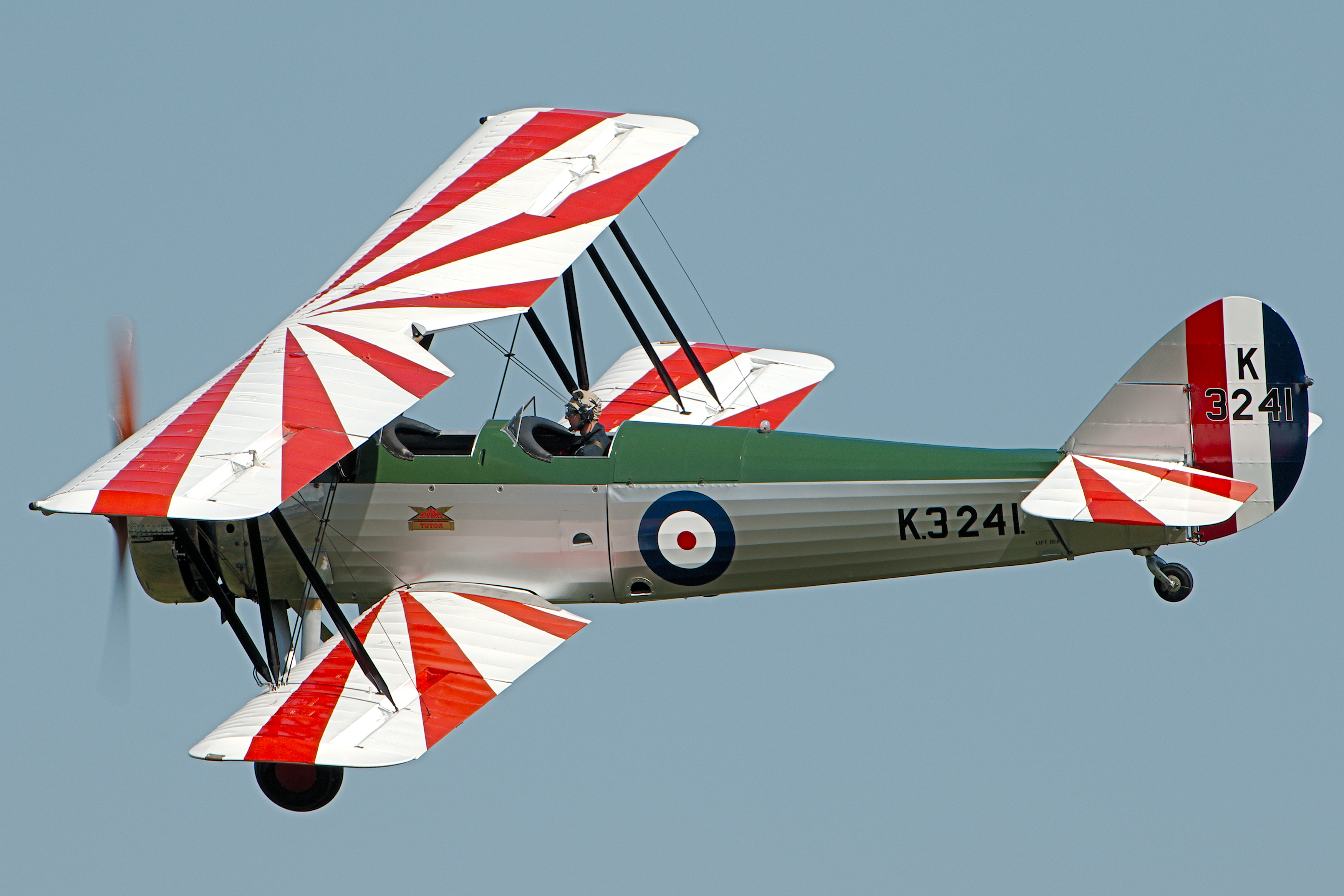
«Тьютор» з музею Шатлеворса в характерному червоно-білому демонстраційному камуфляжі.

Перші партія «Тьюторів» надійшла в Центральну льотну школу Королівських ВПС в 1933 році, з часом вони замінили Avro 504 в усіх школах, і стали основними початковими літаками для підготовки пілотів.
Гарні льотні характеристики і керованість «Тьюторів» робили їх ідеальними для демонстраційних польотів на аерошоу. Перші пофарбовані в яскраво червоно-білі кольори «Тьютори» з'явились на публіці 26 червня 1933 року.

## Оператори

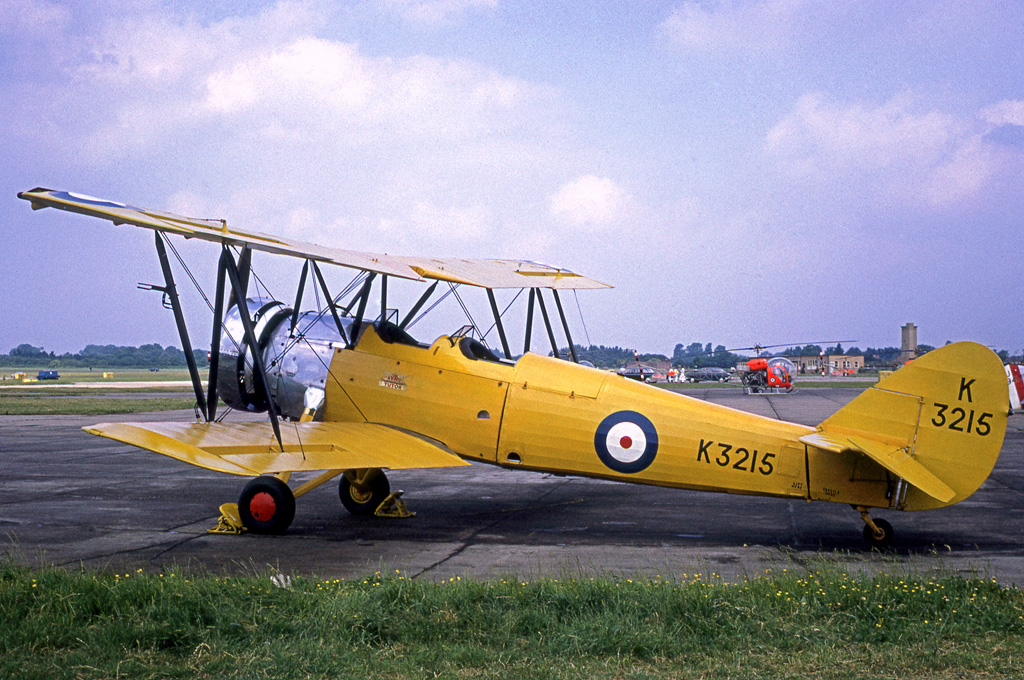
Avro Tutor в характерному камуфляжі навчальних літаків 30-их років. 1968 рік.

Чехословаччина
 Повітряні сили Чехословаччини — мінімум один літак.
 Данія
 Королівські військово-морські сили Данії — 5 літаків
 Канада
 Повітряні сили Канади — 6 літаків
 Республіка Китай
 Військово-повітряні сили Китайської Республіки — 5 літаків
 Ірак
 Повітряні сили Іраку — 3 літаки
 Ірландія
 Повітряні сили Ірландії — 3 літаки
 Греція
 Повітряні сили Греції — приблизно 90 літаків
 Польща
 Повітряні сили Польщі — отримали 2 літаки
 Південна Африка
 Повітряні сили Південної Африки — 60 літаків
 Велика Британія
 Повітряні сили Великої Британії

 Повітряні сили флоту Великої Британії

## Тактико-технічні характеристики

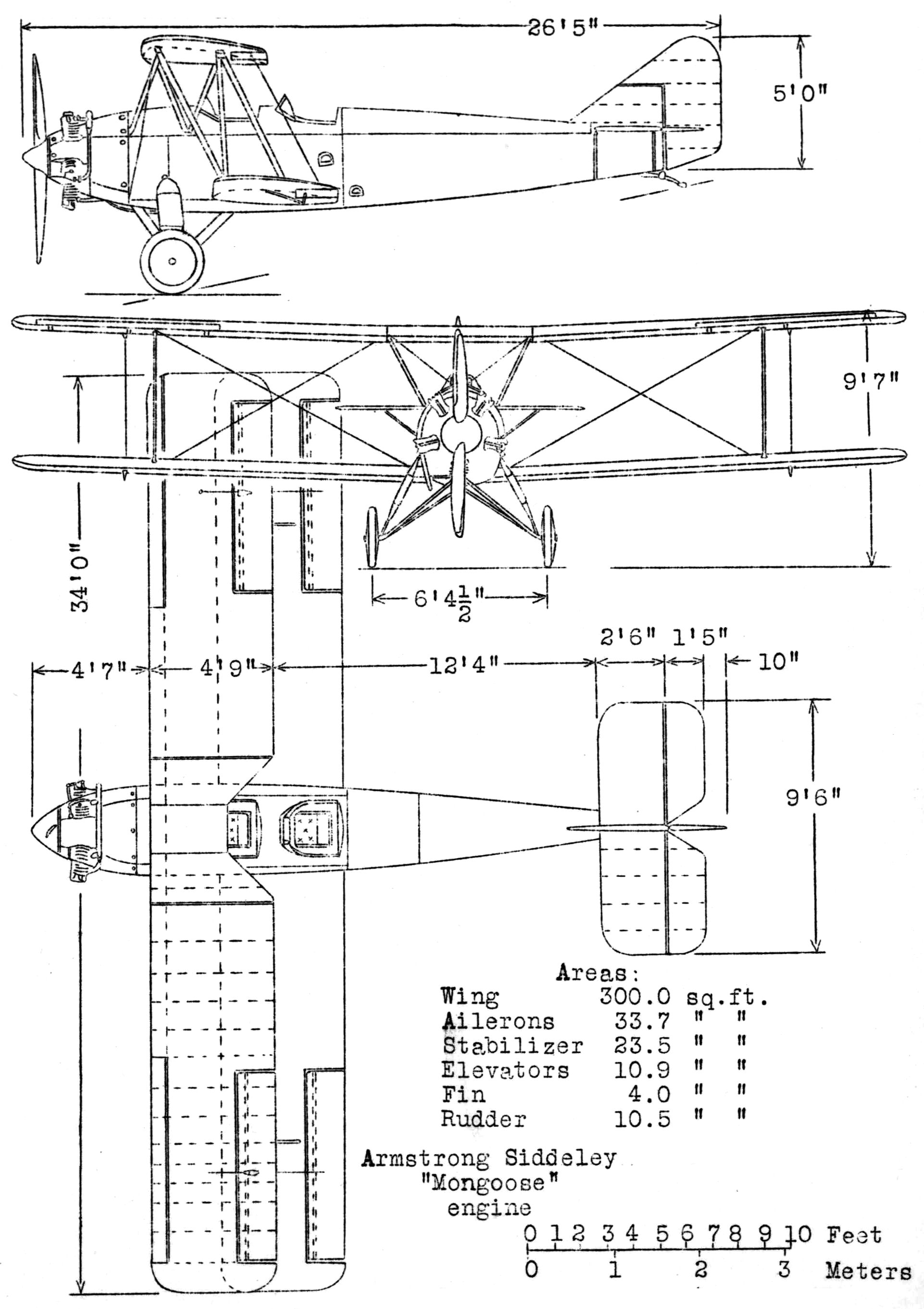

Дані з Consice Guide to British Aircraft of World War II

### Технічні характеристики
- Екіпаж: 2 особи
- Довжина: 8,08 м
- Висота: 2,92 м
- Розмах крила: 10,36 м
- Площа крила: 27,96 м²
- Маса порожнього: 836 кг
- Максимальна злітна маса: 1115 кг
- Двигун: Armonstrong Siddeley Lynx IVC
- Потужність: 240 к. с. (179 кВт.)

### Льотні характеристики
- Максимальна швидкість: 196 км/год
- Крейсерська швидкість: 169 км/год (на висоті 305 м.)
- Практична стеля: 4940 м
- Дальність польоту: 402 км